# Liisansaaret (ö i Södra Savolax)
Liisansaaret är en ö i Finland. Den ligger i sjön Sysmä och i kommunen Jorois i den ekonomiska regionen  Pieksämäki ekonomiska region  och landskapet Södra Savolax, i den södra delen av landet, 270 km nordost om huvudstaden Helsingfors. Öns area är 1 hektar och dess största längd är 220 meter i sydöst-nordvästlig riktning.  Notera att namnet antyder att det är fråga om flera öar.